# Gagliano Castelferrato
Gagliano Castelferrato – miejscowość i gmina we Włoszech, w regionie Sycylia, w prowincji Enna.
Według danych na rok 2004 gminę zamieszkiwało 3767 osób, 68,5 os./km².